# Transmissor Nador
O Transmissor de Nador é um estação de radiodifusão de alta potência de ondas curtas e ondas longas localizada em  Nador, Marrocos. É propriedade da Medi 1, empresa privada de radiodifusão. A antena de transmissão consiste em dois mastros estaiados de 380 metros de altura, que estão entre as estruturas mais altas da África.